# Денис Кушнарьов
Денис Кушнарьов (нар. 30 травня 1986, м. Світлодарськ, Бахмутський район, Донецька обл.) — український журналіст, актор, кінорежисер, кіносценарист.
Переможець 3-ї церемонії вручення Премії Національної Спілки Кінематографістів України 2015 року в номінації «Найкращий короткометражний фільм». Церемонія відбулася 26 травня 2016 року в Будинку кіно в Києві, Україна. Режисери — переможці премії НСКУ.
Денис Кушнарьов — перший український журналіст, який разом з Олесем Середицьким ексклюзивно висвітлював події кінопремії «Золотий Глобус». Також, він автор спеціальних репортажів з Каннського кінофестивалю 2016, 2017 та Венеційського кінофестивалю 2018 для телеканалу «ІНТЕР». [Архівовано 9 серпня 2017 у Wayback Machine.]
З короткометражним фільмом «Є місце» (англ. «There is a Place») переміг на кінофестивалі Green Fest в Белграді (Сербія). У 2018 з короткометражним фільмом «Annihilation» увійшов до офіційної програми Міжнародного кінофестивалю «Фаджр» Іран, Тегеран.
Дипломант конкурсу «Коронація слова — 2020» у номінації  «Кіносценарії» за сценарій «Вполювати рідкісного звіра».